# Florin Prunea
Florin Prunea (Bucareste, 8 de agosto de 1968) é um ex-futebolista romeno que atuava como goleiro.

## Carreira em clubes
Em clubes, Prunea foi revelado no Victoria București e se profissionalizou no Dinamo, também da capital romena, em 1985. Até 1988, foram apenas 4 jogos disputados. Ele ainda teve outras 2 passagens pelos Lobos, sendo a mais destacada entre 1992 e 1998, quando jogou 160 partidas - entre 2000 e 2002, entrou em campo apenas 22 vezes. No total, o goleiro vestiu a camisa do Dínamo em 186 partidas, vencendo um Campeonato Romeno e foi bicampeão da Copa nacional em 1985–86 e 2000–01.
Em seu país, jogou ainda por Universitatea Cluj (79 jogos em 3 passagens), Universitatea Craiova (56 joogs), Astra Ploieşti (uma partida), FCM Bacău (42 jogos), Braşov (14 jogos) e Naţional Bucareste (4 jogos), sua última equipe como profissional. Fora da Romênia, defendeu Erzurumspor (Turquia), Litex Lovech (Bulgária) e Skoda Xanthi (Grécia).
Após um período como diretor-esportivo no Dinamo Bucareste e diretor de relações internacionais da Federação Romena de Futebol, foi nomeado presidente do CSMS Iași, cargo que exerceu até 2017, quando voltou ao antigo clube para exercer a mesma função.
Em março de 2008, o ex-goleiro foi condecorado com a Ordem do Mérito Esportivo por suas contribuições ao futebol romeno. Em setembro do mesmo ano, foi xingado de "ladrão" por Gigi Becali, presidente do Steaua, antes da partida contra o Vaslui. Pela ofensa, Becali foi suspenso por 5 meses.

## Seleção Romena
A estreia de Prunea na Seleção Romena foi em dezembro de 1990, contra San Marino, pelas eliminatórias da Eurocopa de 1992.
Na Copa de 1994, começou o torneio como reserva de Bogdan Stelea, que perdeu a vaga após uma série de falhas no jogo contra a Suíça. Embora não tivesse levado gols na partida contra os Estados Unidos, não foi bem contra a Argentina (já sem Diego Maradona, suspenso por doping), tendo sofrido um gol de Abel Balbo.
Outro erro que marcou Prunea na competição foi quando tentou evitar que Kennet Andersson marcasse o gol de empate da Suécia, que jogava com um a menos, faltando 5 minutos para o final do jogo. Perdeu novamente a titularidade para Stelea na Copa de 1998, não tendo atuado em nenhuma partida. Em 2011, afirmou que não percebeu o atacante vindo para o cabeceio.
Ele ainda participou das Eurocopas de 1996 (disputou um jogo na primeira fase, contra a Espanha) e 2000 (novamente como reserva). A última das 40 partidas de Prunea com a seleção foi um amistoso contra a Eslováquia, em abril de 2001.

## Títulos
Dínamo Bucareste
- Campeonato Romeno: 2001–02
- Copa da Romênia: 1985–86, 2000–01

Universitatea Craiova
- Campeonato Romeno: 1990–91
- Copa da Romênia: 1990–91

Litex Lovech
- Copa da Bulgária: 2000–01